# Politisches Nachtgebet
Politisches Nachtgebet war der Titel einer Liturgie, die beim 82. Deutschen Katholikentag vom 4. bis 8. September 1968 in Essen gefeiert wurde. Daraus entstand die gleichnamige gottesdienstliche Tradition zunächst in Köln, dann auch an vielen anderen Orten.

## Entstehung
Vor dem Hintergrund des Vietnamkriegs (Tet-Offensive) wollte der Ökumenische Arbeitskreis Köln – bestehend unter anderem aus Dorothee Sölle, Fulbert Steffensky, Marie Veit, Heinrich Böll, Egbert Höflich, Michael Dohle, Vilma Sturm u. a. – beim Essener Katholikentag 1968 einen „politischen Gottesdienst“ feiern. Die Veranstalter des Katholikentags setzten den Gottesdienst erst auf 23 Uhr an, worauf die Gruppe die Veranstaltung „Politisches Nachtgebet“ nannte.
In Folge fanden ab Oktober 1968 monatlich um 20:30 Uhr in der evangelischen Antoniterkirche in Köln „Politische Nachtgebete“ statt. Kardinal Joseph Frings hatte die Benutzung der Kirche St. Peter untersagt. Der Präses der evangelischen Kirche im Rheinland, Joachim Beckmann beglückwünschte den Kardinal, „daß er das Recht hat, so etwas in einer Kirche zu verbieten“. Er selber konnte nicht gegen die Erlaubnis des Presbyteriums der Evangelischen Gemeinde Köln entscheiden. Zum ersten Gebet am 1. Oktober kamen über 1.000 Menschen.
Katholische wie evangelische Kirchenleitung kritisierten die Theologie von Dorothee Sölle. Besonderer Stein des Anstoßes war ein Glaubensbekenntnis, das Dorothee Sölle im ersten Nachtgebet sprach. Beckmann sah darin „Irrlehren“. Außerdem kritisierte Beckmann, dass man bei den Nachtgebeten politische Informationen, die „nur ein Gesprächsthema“ seien, zu einem Gottesdienst deklariere.
Die politischen Nachtgebete enthielten neben politischen Informationen und Diskussion auch eine Predigt oder Meditation anhand eines biblischen Textes. Sölle beschrieb die Struktur der Nachtgebete so: Bei den Nachtgebeten handelt es sich „um politische Information, um ihre Konfrontation mit biblischen Texten, eine kurze Ansprache, Aufrufe zur Aktion und schließlich die Diskussion mit der Gemeinde“. Für sie seien „Information, Meditation und Aktion die Grundelemente aller folgenden Nachtgebete geblieben“.
Hinter dieser Struktur stand Sölles Überzeugung, dass theologisches Nachdenken ohne politische Konsequenzen immer einer Heuchelei gleichkomme und jeder theologische Satz auch ein politischer sein müsse.
Themen der politischen Nachtgebete waren zum Beispiel die Militärdiktatur in Griechenland (Mai 1969), die wirtschaftliche Mitbestimmung (November 1970), der § 218 (Oktober 1971), die "Jesus People"-Bewegung (November 1971), die Baader-Meinhof-Gruppe (Juli 1972), die Bundestagswahl (September 1969 und November 1972), der Vietnamkrieg (Februar 1973) und der Putsch in Chile (Dezember 1973).
Seitdem sind an vielen verschiedenen Orten Gottesdienste gefeiert worden, die sich an die Idee des „Politischen Nachtgebets“ anlehnen. Auch die Abendgebete von Christentum & Gerechtigkeit sind „Politische Nachtgebete“.
Die politischen Nachtgebete dienten dem Leipziger Pfarrer Christoph Wonneberger zum Vorbild für die Montags-Friedensgebete, die seit 1982 in Leipzig abgehalten wurden. Aus diesen gingen letztendlich die Montagsdemonstrationen in Leipzig und anderen Orten der DDR im Herbst 1989 hervor.